# Фионова, Людмила Римовна
Людмила Римовна Фионова (15 апреля 1952, Харьков, Украинская ССР, СССР) – советский и российский ученый в области информационных технологий в образовании и документационного обеспечения управления. Доктор технических наук, профессор. Действительный член Академии информатизации образования. Заслуженный работник высшей школы РФ (2012). Заведующая кафедрой «Информационное обеспечение управления и производства» (с 1986 г.). Декан Факультета вычислительной техники Пензенского государственного университета (с 2010 г.).

## Биография
Родилась 15 апреля 1952 года в г. Харькове.
В 1974 году окончила Пензенский политехнический институт по специальности «Конструирование и производство электронно-вычислительной аппаратуры (ЭВА)». С 1974 по 1979 гг. обучалась в аспирантуре ППИ по специальности «Системы автоматизированного проектирования и автоматизация технологической подготовки производства».
В 1996 обучалась на курсах Британского объединенного экзаменационного совета, получен международный диплом практического преподавателя в области администрирования бизнеса.
В 2005 году закончила факультет экстерната и международных отношений Пензенского государственного университета по специальности «Документоведение и документационное обеспечение управления».
С 1974 года работает в ПГУ. Прошла путь от инженера, ассистента до профессора, заведующего кафедрой и декана факультета.
С 1986 г. – заведующий кафедрой «Информационное обеспечение управления и производства». В 2010 г. утверждена в должности декана Факультета вычислительной техники ПГУ.

## Научная деятельность
В 1980 году защитила диссертацию на соискание ученой степени кандидата технических наук по теме: «Разработка и исследование алгоритмического метода проектирования топологии многокристальных гибридных микросборок в автоматизированной системе конструкторского проектирования». В 2009 году защитила диссертацию на соискание ученой степени доктора технических наук по теме: «Адаптивное управление в системе непрерывного образования на основе компетентностного подхода (на примере сферы документационного обеспечения управления».
По инициативе Л.Р. Фионовой в рамках подготовки к открытию специальности «Документоведение и ДОУ» был образован Учебный центр Объединенного Экзаменационного Совета (ОЭС) Великобритании при ПГУ. С 2005/2006 учебного года Учебный центр ОЭС признан одним из лучших в России.
В 2016, 2017 и 2019 годах организатор Всероссийской студенческой олимпиады по направлению «Документоведение и архивоведение».
С 2001 года по настоящее время под руководством Фионовой Л.Р. (она – председатель оргкомитета) проводится ежегодная международная научно-практическая конференция «Современные технологии документооборота в бизнесе, производстве и управлении».
С 2007 года по настоящее время Фионова Л.Р. как член жюри принимает участие в организации областного конкурса профессионального мастерства «Кадровое дело», является членом конкурсной и аттестационной комиссий Правительства Пензенской области.
Профессор Л.Р. Фионова является инициатором внедрения в учебный процесс новых информационных технологий и лично разработала 7 электронных пособий по читаемым курсам, прошедших регистрацию в Российском фонде алгоритмов и программ.
Является с 2020 года экспертом конкурса «Золотые имена высшей школы» Межрегиональной общественной организации «Лига Преподавателей Высшей Школы».
Является научным руководителем аспирантуры по специальности «05.13.10 «Управление в социальных и экономических системах».
Под руководством Фионовой Л.Р. подготовлено 15 магистерских диссертаций по магистерской программе «Документационное обеспечение управления электронного правительства».

## Избранные публикации
Автор свыше 400 публикаций, в том числе 6 монографий (из них 2 без соавторов), 22 учебных пособия (5 из которых имеет гриф УМО).
- Фионова, Л. Р. Адаптация в конструкторско-технологических САПР электронной аппаратуры : монография / Л. Р. Фионова. – Пенза : Изд. Пенз. гос. техн. ун-та, 1994. – 118 с.
- Фионова, Л. Р. Адаптивная система непрерывного образования в сфере ДОУ на основе компетентностного подхода : монография / Л. Р. Фионова. – Пенза : Изд-во Пенз. гос. ун-та, 2009. – 172 с.
- Фионова, Л. Р. Грамотное управление документами - основа эффективного управления // Теория и практика общественного развития : Междунар. науч. журн. №6 / гл. ред. В.Л. Харсеева – Краснодар : ООО Издательский дом «ХОРС», 2014. С. 115-120. ISSN 1815-49-64
- Фионова, Л. Р. Компетентностный подход к созданию электронной образовательной среды для подготовки специалистов по управлению документами // Дистанционное и виртуальное обучение. 2015. № 10 (100). С. 36-45.
- Фионова, Л. Р. Документационное обеспечение управления государственной службой: учеб. / Л. Р. Фионова. – 2-е изд., испр. – Пенза : Изд-во ПГУ, 2016. – 134 с.
- Фионова Л.Р. Освоение профессиональных компетенций в сфере документационного обеспечения управления: учеб. / Л.Р. Фионова. – Пенза : Изд-во ПГУ, 2016. – 200 с.
- Fionova L. and K. Learning Management System for the Development of Professional Competencies // Springer International Publishing Switzerland 2015 A. Kravets et al. (Eds.): CIT&DS 2015, CCIS 535, pp. 791–801, 2015.
- Fionova L. and K. Tools For Data Mining And Secure Transfer In The Wsn For Energy Management // International Journal of Applied Engineering Research ISSN 0973-4562 Volume 10, Number 15 (2015) p.p. 35373-35381.
- Fionova L. and K. The Integration  of Same E-Technologies for Solving Complex Problem in Subject of World State// Handbook of Research on Estimation and Control Techniques in E-Learning Systems : IGI Global. 2016. P.603-614. ISSN: 2326-8905; eISSN: 2326-8913
- Фионова, Л.Р. option=com_flexicontent&view=items&id=4501 К вопросу повышения эффективности применения информационных технологий в органах власти /Л.Р. Фионова// Управление экономическими системами: электронный научный журнал. - 2017. - № 7.
- Фионова, Л.Р. Построение модели профессионального стандарта для автоматизации разработки должностных инструкций // Моделирование, оптимизация и информационные технологии. Научный журнал №3(18)
- Фионова, Л.Р. Управление подготовкой специалистов сферы информационных технологий на основе профессиональных стандартов // Прикаспийский журнал: управление и высокие технологии. 2018. № 3 (43). С. 47-59.
- Фионова Л.Р. Алгоритм разработки блок-схем для административных регламентов // Управление экономическими системами: электронный научный журнал. - 2019. - № 2.
- Fionova L. and K. To the question of development of normative legislative base in the field of registration of acts civil status// Wschodni Rocznik Humanistyczny” t. XVII. -2020. -  № 1.

## Награды
- Почётный работник высшего профессионального образования Российской Федерации (2000);
- Заслуженный работник высшей школы Российской Федерации (2012);
- Почетный знак Законодательного Собрания Пензенской области;
- Знак «За заслуги в развитии города Пензы» (2013);
- Медаль «В память 350-летия г. Пензы» (2013);
- Звание «Заслуженный работник образования Пензенской области» (2017);
- Звание победителя Всероссийского проекта «Золотые Имена Высшей Школы» (2019).